# Short Stirling
Le Short Stirling fut le premier bombardier lourd quadrimoteur britannique de la Seconde Guerre mondiale. Il fut conçu et construit par Short Brothers sur des spécifications du ministère de l'Air en 1936 et entra en service en 1941. Le Stirling connut une carrière opérationnelle avec le Bomber Command jusqu'en décembre 1943, étant remplacé progressivement par l'entrée en service au sein de la RAF d'autres bombardiers quadrimoteurs en particulier le Handley Page Halifax (1940) et l'Avro Lancaster (1942).
Le Short Stirling ne pouvait pas voler aussi haut que le Halifax et le Lancaster car ses ailes avaient une dimension réduite pour pouvoir rentrer dans les hangars de l'époque. Ce qui le rendait dorénavant vulnérable face à la flak allemande qui pouvait atteindre des altitudes supérieures à la hauteur maximale de vol du Short Stirling. Toutefois les pilotes vantaient sa manœuvrabilité qui était proche d'un avion de chasse.
Le Short Stirling continua sa brillante carrière opérationnelle hors du Bomber Command (il effectua sa dernière mission avec le Bomber Command le 8 septembre 1944). Il fut utilisé pour tirer des planeurs, larguer des parachutistes, larguer des vivres aux forces de la résistance à travers toute l'Europe occupée, larguer des agents du SAS et du SOE mais aussi larguer des leurres anti radars pour le Bomber Command, etc. La plupart de ces tâches très dangereuses ne nécessitaient pas de voler aux plus hautes altitudes que pouvaient atteindre le Halifax et le Lancaster.
Le Short Stirling participa en première ligne à toutes les grandes opérations aériennes de la Seconde Guerre mondiale : D-Day (nuit du 5 au 6 juin 1944), Market Garden (septembre 1944), Varsity (mars 1945), libération de la Norvège, rapatriement de prisonniers, etc.
Il n'existe malheureusement plus d'exemplaires (ni les plans). Le 'Stirling Project', en Angleterre, s'est donné la tâche de recréer les plans, avec l'aide d'anciens employés, et reconstruit actuellement le Short Stirling bout par bout, en recréant au besoin certaines pièces avec entre autres l'aide d'entreprises.
2 383 exemplaires furent construits.

## Conception et développement

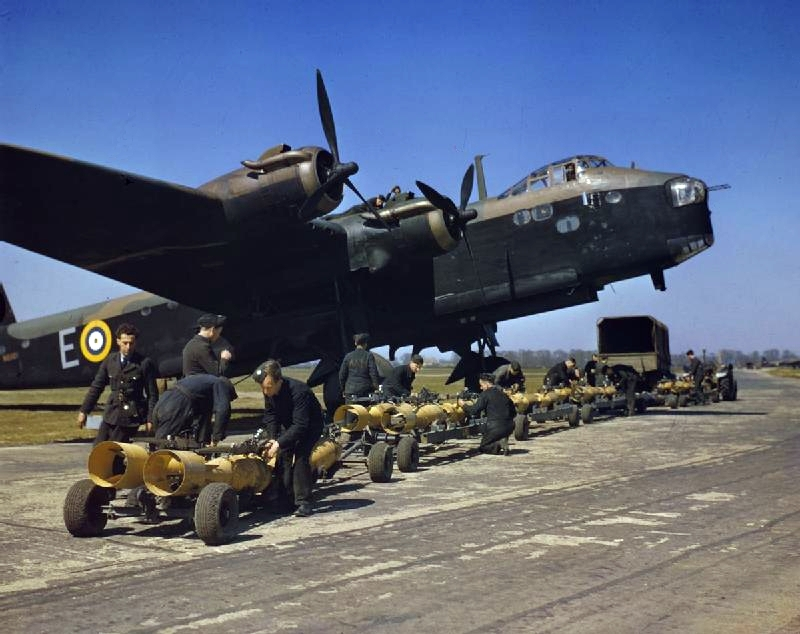
Short Stirling.

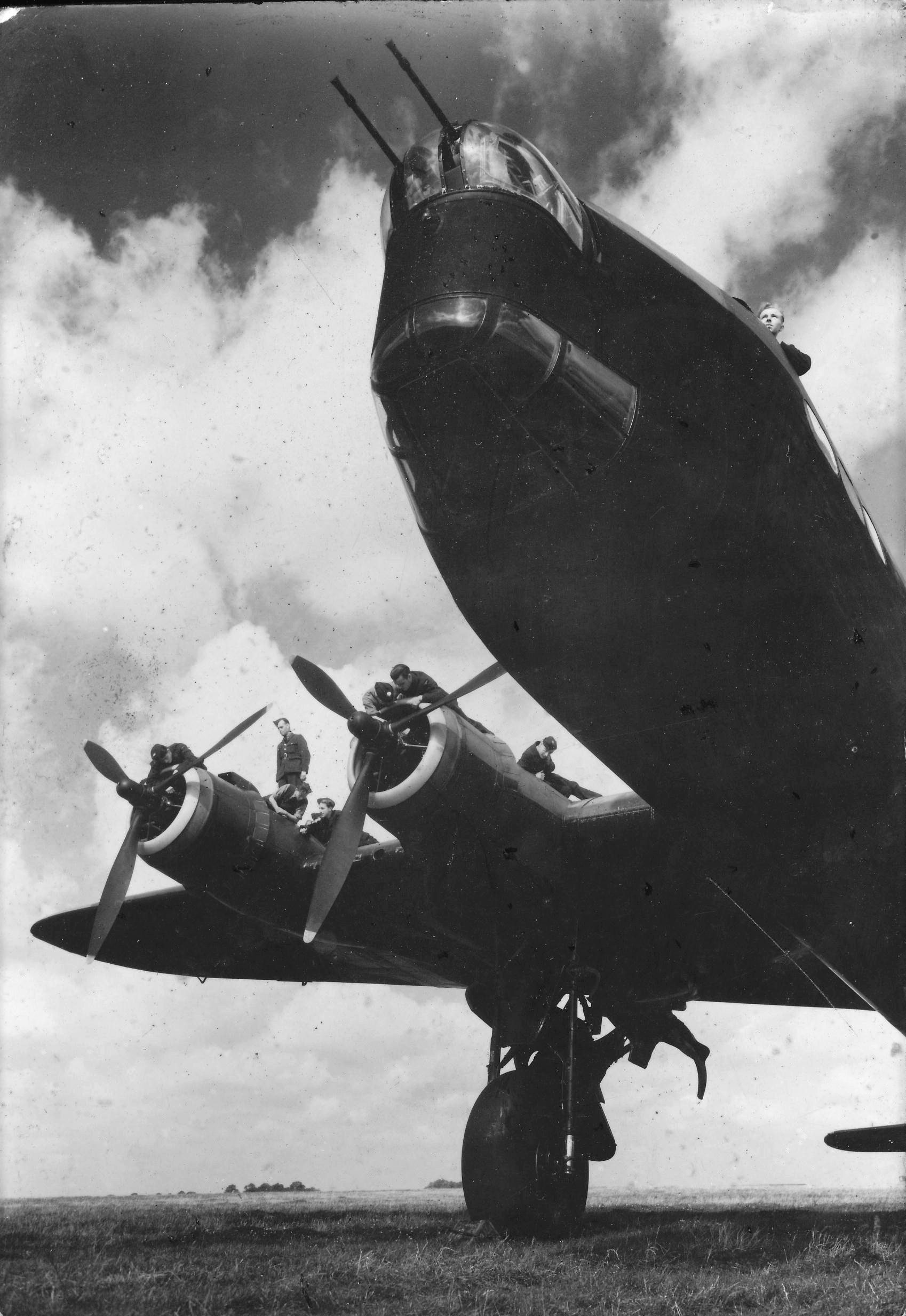
Équipe au sol s'occupant de la maintenance.

Durant les années 1930, la Royal Air Force était principalement intéressée  par les bombardiers bimoteurs. Ces conceptions ont des exigences limitées au niveau de la production des moteurs et de l'entretien, postes devenus sensibles avec l'entrée en service de nombreux nouveaux modèles. Les limitations en puissance étaient si problématiques que les Britanniques investirent massivement dans le développement d'énormes moteurs de 2 000 chevaux (1 500 kW) afin d'améliorer les performances. Dans les années 1930, aucun n'était prêt pour la production. Les États-Unis et l'URSS développaient des bombardiers avec quatre moteurs plus petits, qui se sont révélés avoir une excellente autonomie et une bonne capacité en charge utile, donc en 1936, la RAF décida également d'étudier la faisabilité d'un bombardier quadrimoteur.
L'appel d'offre du ministère de l'Air, la Spécification B.12 / 36, avait plusieurs exigences : la charge de bombes devait être de 6 350 kg (14 000 livres) avec une portée de 3 218 km (2 000 miles) ou une moindre charge de 3 629 kg sur 4 800 km (3 000 miles) (incroyablement exigeant pour l'époque), la vitesse de croisière de 370 km/h ou plus à 4 600 m (15 000 pieds), et pour la défense trois tourelles (dans le nez, au milieu du fuselage et à l'arrière). L'avion devait également pouvoir être utilisé pour le transport de 24 soldats, et devait pouvoir utiliser une catapulte pour le décollage. L'idée était que l'avion puisse transporter des troupes dans les coins les plus reculés de l'Empire britannique, et les soutenir avec des bombardements. Pour aider à cette tâche ainsi que pour faciliter la production, il devait pouvoir être démonté en pièces pour le transport par train. Puisqu'il devait opérer depuis  des aérodromes limités, il devait pouvoir décoller d'une piste de 150 m et dépasser des arbres de 15 m  à la fin, une spécification qui poserait des problèmes à la plupart des petits avions d'aujourd'hui.
Initialement écartée des sociétés soumissionnaires d'études, Short fut ajoutée parce qu'elle avait déjà des modèles similaires en main, du personnel de conception et des capacités de production. Short produisait plusieurs hydravions quadrimoteurs de la taille requise et a créé le S.29 en enlevant le pont et la coque inférieure au S.25 Sunderland. Le nouveau design S.29 est en grande partie identique : les ailes et les commandes sont les mêmes, la construction est identique et il conserve même la légère courbure vers le haut à l'arrière du fuselage, destinée à l'origine à maintenir la queue du Sunderland au-dessus des embruns.
En octobre 1936, le S.29 était en queue de la courte liste des conceptions considérées et le Supermarine type 317 fut commandé sous forme de prototype en janvier 1937. Cependant, il fut décidé qu'une conception alternative au Supermarine était nécessaire par sécurité et que Short devrait construire en raison de son expérience en quadrimoteurs. La conception originale avait été critiquée lors de sa présentation et, en février 1937, le ministère de l'Air suggéra des modifications à la conception, comme l'utilisation du moteur en étoile Bristol Hercules comme alternative au Napier Dagger (en) et une réduction de l'envergure. Short accepta cette grande quantité de modifications. Le projet avait pris de l'importance en raison de la mort du créateur du Supermarine, Reginald Mitchell, semant le doute au sein du ministère de l'Air.
En juin 1937, le S.29 fut accepté comme remplaçant du Supermarine 316 et formellement commandé en octobre.

## Variantes

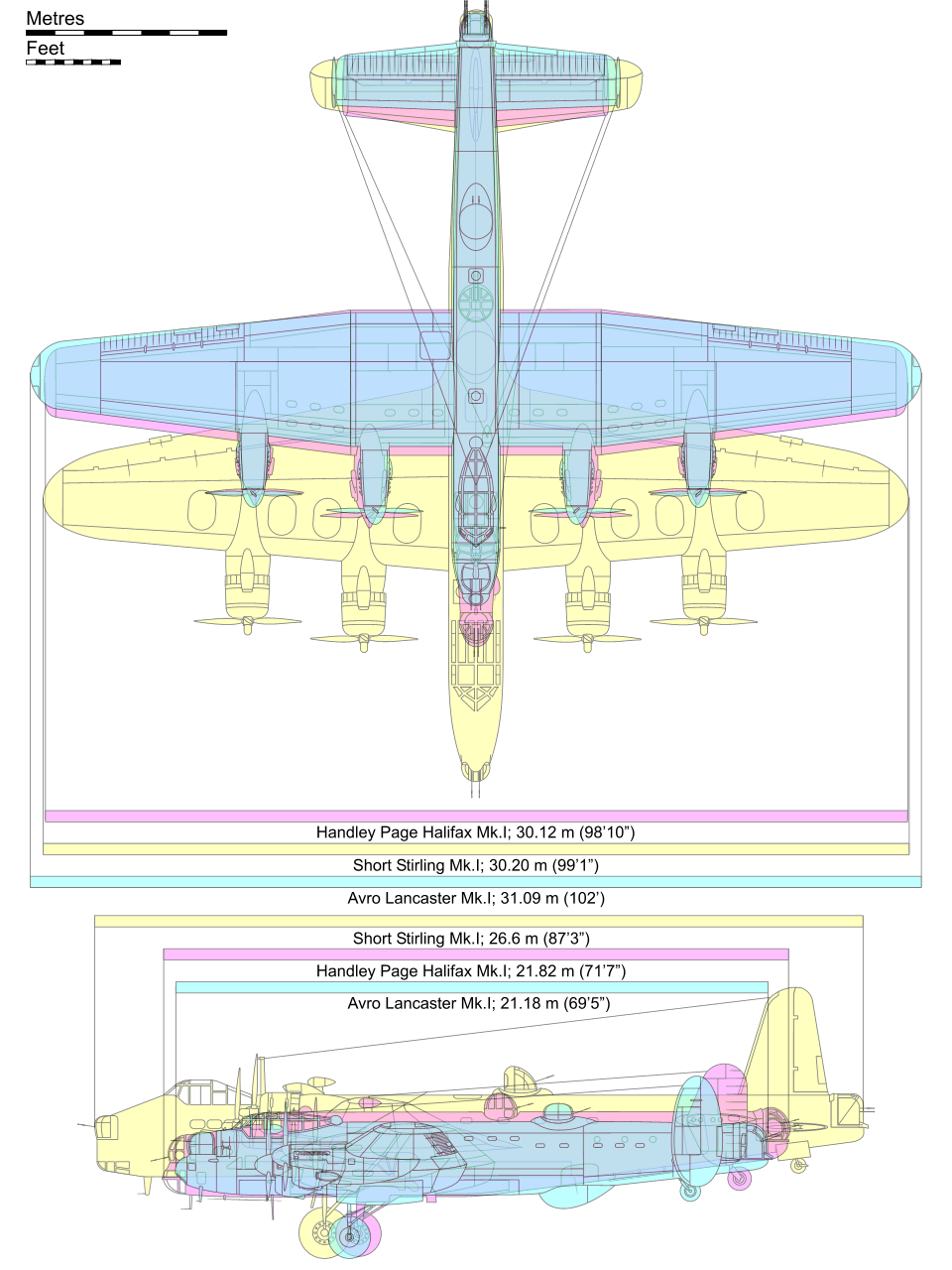
Schéma comparant le Stirling (jaune) avec ses contemporains ; l'Avro Lancaster (bleu) et le Handley Page Halifax (rose).

Short S.31Prototype à l'échelle 1:2 servant de banc d'essai pour les moteurs en étoile à 7 cylindres Pobjoy Niagara IV (en) (115 ch) .
Stirling IVersion motorisée par 4 Bristol Hercules XI de 1 590 ch. 756 exemplaires construits de Aout 1940 à 1945.
Stirling IIVersion utilisant des Wright R-2600 Twin Cyclone de 1 600 ch (14 cylindres en double étoile). Quatre prototypes construits.
Stirling IIIVersion bombardier lourd motorisée par 4 Bristol Hercules XVI de 1 675 ch (14 cylindres en double étoile).875 exemplaires construits.
Stirling IVVersion pour remorquage de planeur et transport de parachutistes, propulsée par 4 Bristol Hercules XVI de 1 675 ch. 579 exemplaires construits du printemps 1943 à 1945.
Stirling VVersion cargo motorisée par 4 Bristol Hercules XVI de 1 675 ch.160 exemplaires produits de janvier à novembre 1945.